# Osthofen
Pour le camp de concentration, voir Osthofen (camp de concentration).
Osthofen est une municipalité allemande située dans le land de Rhénanie-Palatinat et l'arrondissement d'Alzey-Worms. Osthofen était nommé comme Cité le 24 oct. 1970. Osthofen est reconnu par l'État comme commune touristique (de).

## Histoire
Des trouvailles archéologiques donnaient la preuve que le district d'Osthofen était colonisé sur le Seebach depuis plus que quatre mille années. Le village était cité pour la première fois dans le Codex de Lorsch comme Ostowa. Il s'agit probablement de Mühlheim, aujourd'hui un quartier de Osthofen, respectivement d'une fondation d'un palais du roi mérovingien  siégeant à Neuhausen.
On suppose qu'une chapelle du St. Rémigius se trouvait  déjà au VIe siècle sur la colline Osthofener Goldberg. À cet endroit on trouvait aussi la première Ferme domaniale qui se transformait en château fort impérial en 1195. C'était en 1215 que les Templiers établissaient un château fort à Mühlheim.
Osthofen était administré à partir du grand-bailliage d'Alzey du palatinat du Rhin jusqu'à la fin du XVIIIe siècle. Durant le temps des Français Osthofen avait une Marie dans le canton de Bechtheim dans le département Mont-Tonnerre.
À la suite de conventions du congrès de Vienne et un traité entre le grand-duché de Hesse, de l'empire d'Autriche et de la Prusse la région devenait part de la grand-duché de Hesse dans la Hesse rhénane. On gardait les cantons, mais le canton Bechtheim devenait le canton Osthofen, puisque le siège du tribunal était déjà à partir de 1804 à Osthofen. Après la dissolution des cantons de la Hesse rhénane Osthofen devenait un quartier du Landkreis Worms jusqu'à une réforme en 1669.
De 1933 à 1934, la ville a abrité un camp de concentration qui donne le sujet pour le roman "Das siebte Kreuz" de Anna Seghers.

## Administration
Lors d'une réforme en 2014 Osthofen a perdu son indépendance et est devenu quartier de la communauté Verbandsgemeinde Wonnegau. La communauté a son siège à Osthofen, quelques déparetements restent à Westhofen.
Pendant son « indépendance » Osthofen avait les maires suivants :
- Wendelin Best (1822–1831)
- Johann Weißheimer II. (1831–1843)
- Georg Friedrich Knierim I. (1843–1850)
- Peter Berger (1851–1853)
- Friedrich Knierim I. (1853–1862)
- Nikolaus Nagel (1862–1864)
- Georg Friedrich Best II. (1864–1867)
- Jakob Beckenbach (1867–1870)
- Johann Rißler III. (1870–1883)
- Simon Friedrich Schill (1883–1892)
- Johann Rißler III. (1892–1897)
- Georg Jakob Konrad (1897–1912)
- Wilhelm Schmitt(1912–1923)
- Carl Brenner (1924–1933)
- Wilhelm Fuhrländer (1933–1935)
- Kurt Mildner (1935–1944)
- Heinrich Hundsdorf (1944–1945) (intérimaire)
- Heinrich Rhein (1945–1946)
- Ludwig Knobloch (1946–1948)
- Walter Aßmann (1948–1956)
- Albert Fischer (1956–1972)
- Günter Metzler (1973–1987)
- Klaus Hagemann (SPD) (1987–1994)
- Bernd Müller (SPD) (1994–2012) (maire professionnel)
- Wolfgang Itzerodt (SPD) (2013–2014) (maire honoraire)
- Thomas Goller (SPD) (seit 2014) (maire honoraire)

### Fusion
Juillet 2014, la cité Osthofen a fusionné avec la Verbandsgemeinde Westhofen, le résultat se nomme donc Verbandsgemeinde Wonnegau. Cette communauté a son siège administratif à Osthofen avec quelques départements à Westhofen.

### Jumelages
| Renève Osthofen |

Osthofen est jumelée avec Renève, département de la Côte-d'Or, en  France, depuis 1992

## Curiosités
(à voir aussi : Monuments historiques à Osthofen (de)
- L’église protestante (Bergkirche) trouve son origine probablement dans une chapelle du St. Rémigius du VIe siècle; une ferme en forme de château fort était construite à sa côté.
- L’église catholique (St. Remiguis) trouve son origine dans une chapelle des Templiers. Le bâtiment appartient à la paroisse catholique depuis 1713 et était restauré en 1792. L’autel est originaire de l’église de l’Ordre du Carmel à Worms.
- La mairie Am Schneller de la nouvelle communauté (Verbandgemeinde Wonnegau) était la perception, construite dans le Style néo-Renaissance.
- La mairie ancienne date de 1739 et était en fonction jusqu’en 1972.
- Le camp de concentration des Nazis (en fonction de 1933 à 1934) est aujourd’hui un mémorial.

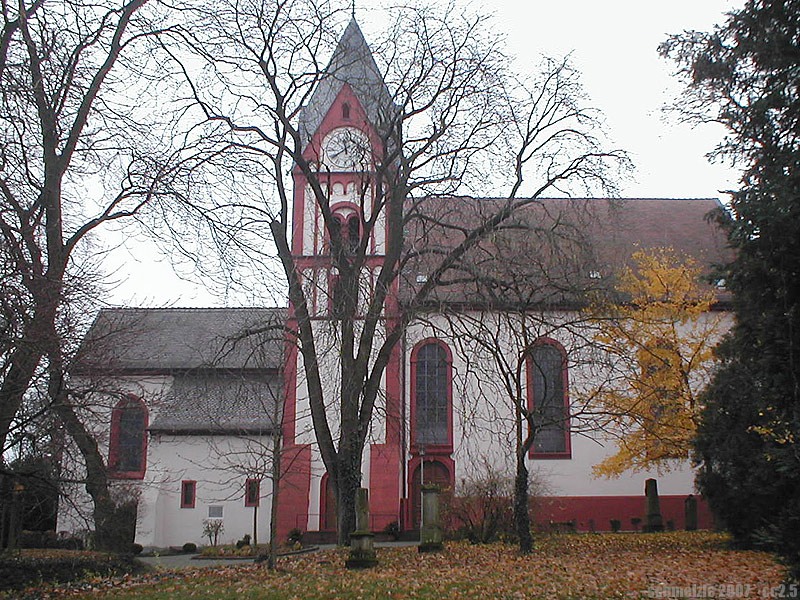
Église protestante
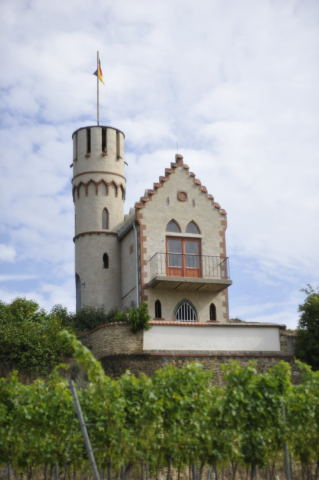
château fort en miniatur Leckzapfen
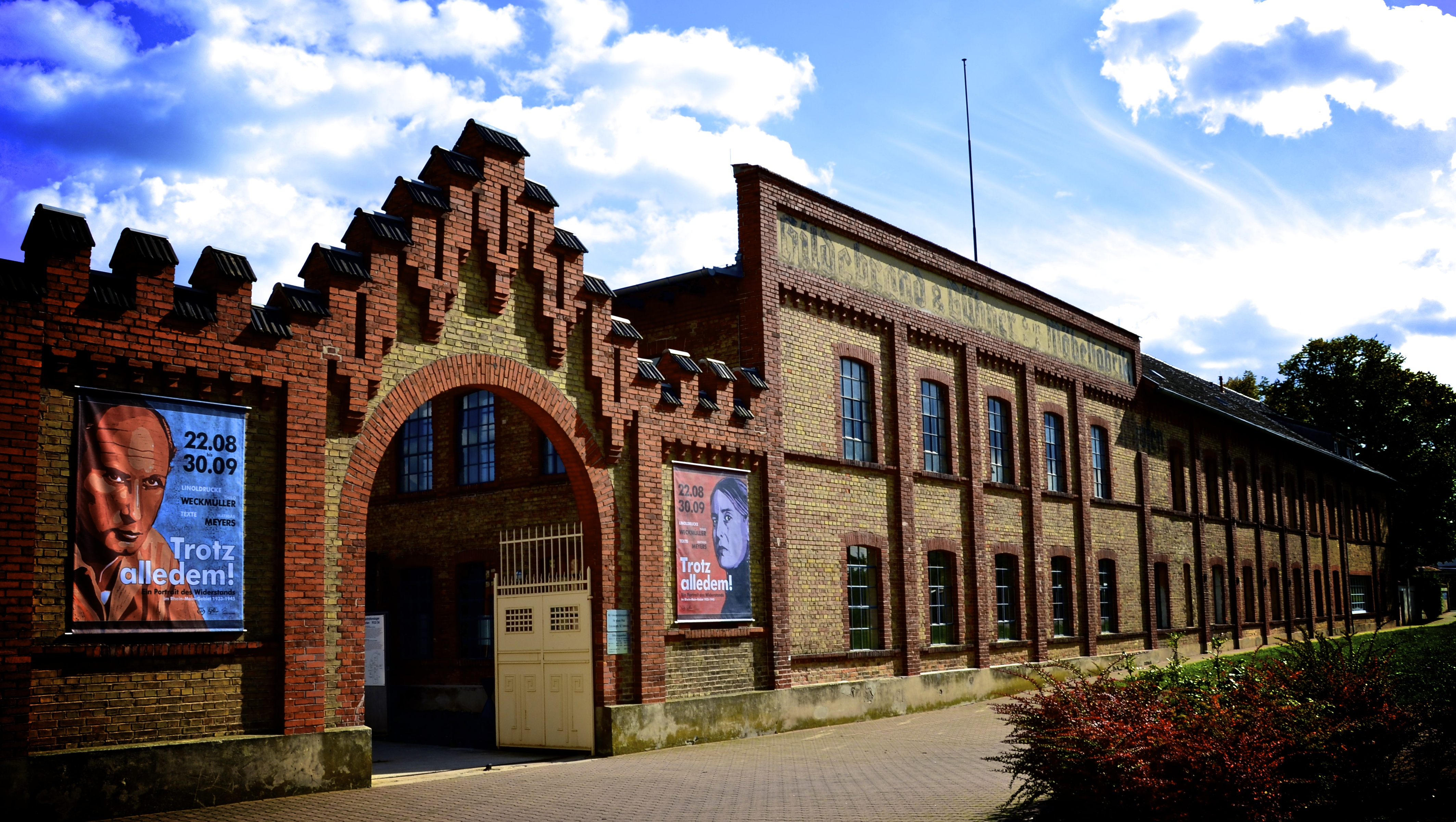
Mémorial du camp de concentration
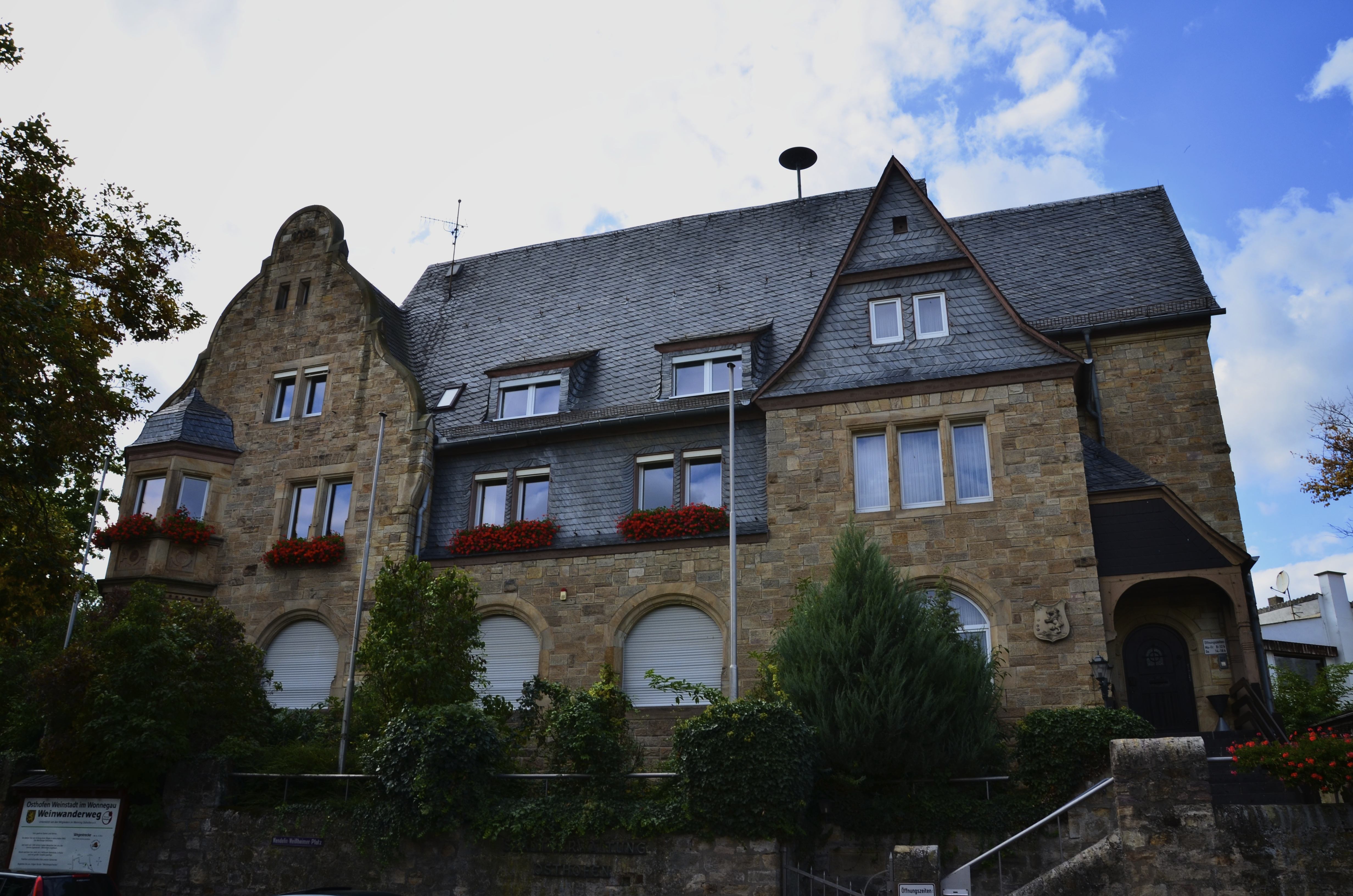
Siège administrativ de la Verbandsgemeinde Wonnegau
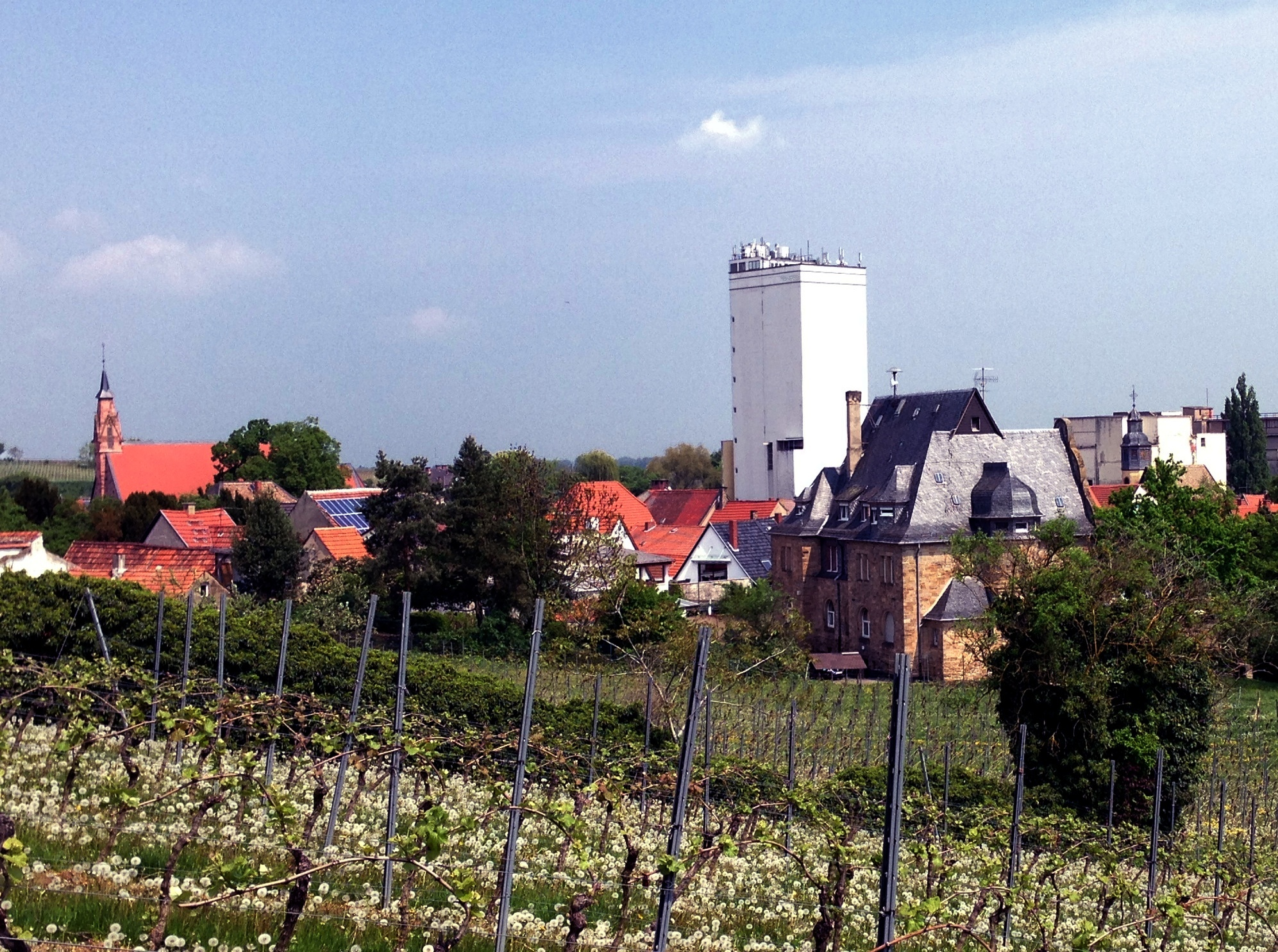
Vue sur Osthofen, Tour Schill

## Économie et infrastructure

### Installations publiques

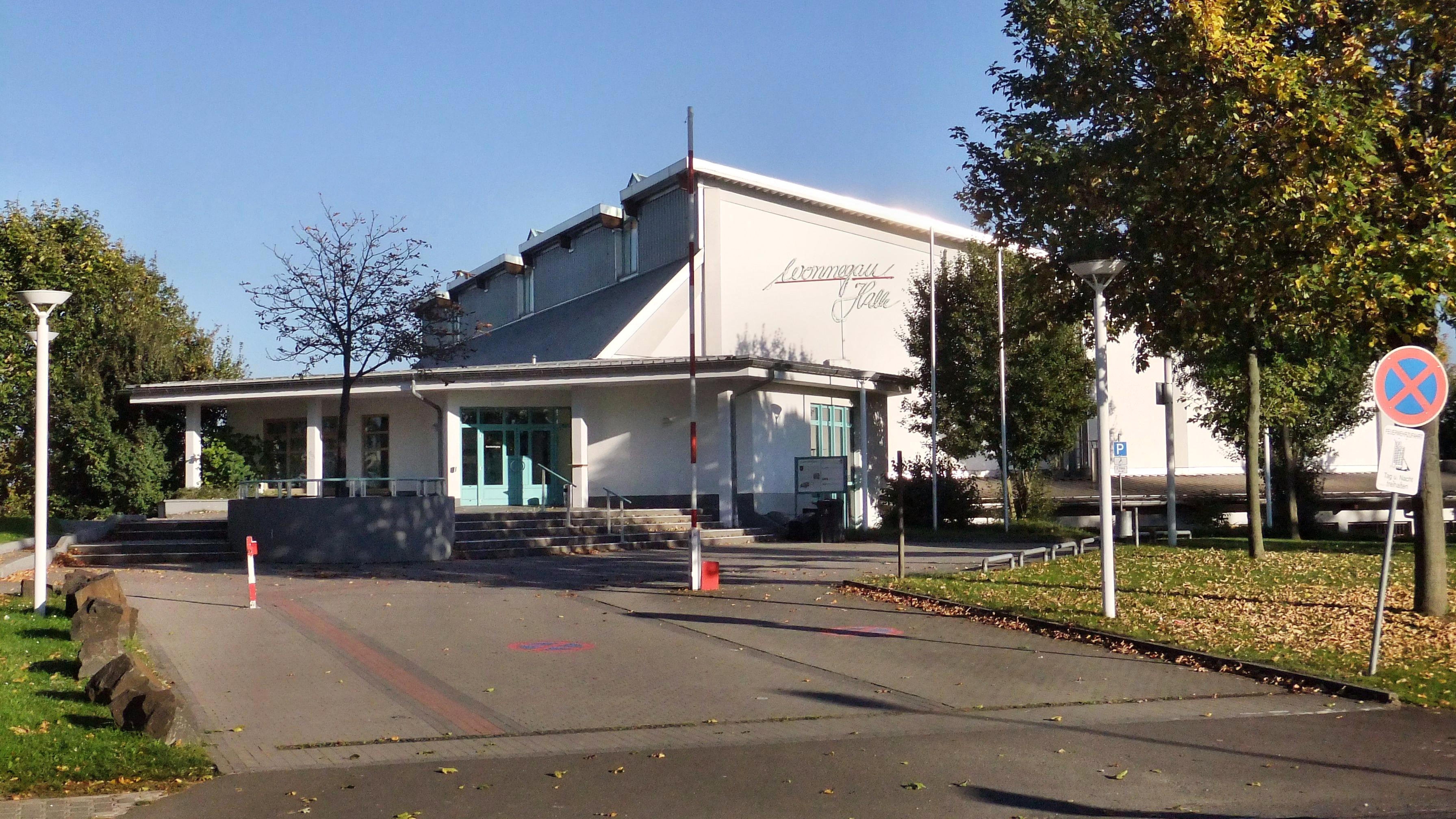
Wonnegau-Halle

Pour les associations et écoles il y a le gymnase Wonnegau Halle. D’autres événements y ont lieu.

### Viticulture
Osthofen est une part du « Weinbaubereich Wonnegau » dans les vigniobles de Hesse-Rhénane. Dansa la ville il y a 35 vignerons qui exploitent une superficie de vignobles de 465 Hectares.

### Entreprises
- Osthofen est le siège principal du Malterie Schill Malz (de) depuis sa fondation en 1859. La production était arrêtée en 2005.
- La maison Nestlé HealthCare Nutrition[7] a une fabrication importante à Osthofen. Elle a son origine dans la maison suisse « Wander AG » dont le fondateur était Dr Georg Wander, né à Osthofen en 1841.

### Transports
- Par la gare Osthofen est attaché à la ligne Mayence-Ludwighafen[8].
- L’accès à l’autoroute A61 n’est pas loin. Il y a aussi un attachement facile à la Bundesstraße 9.

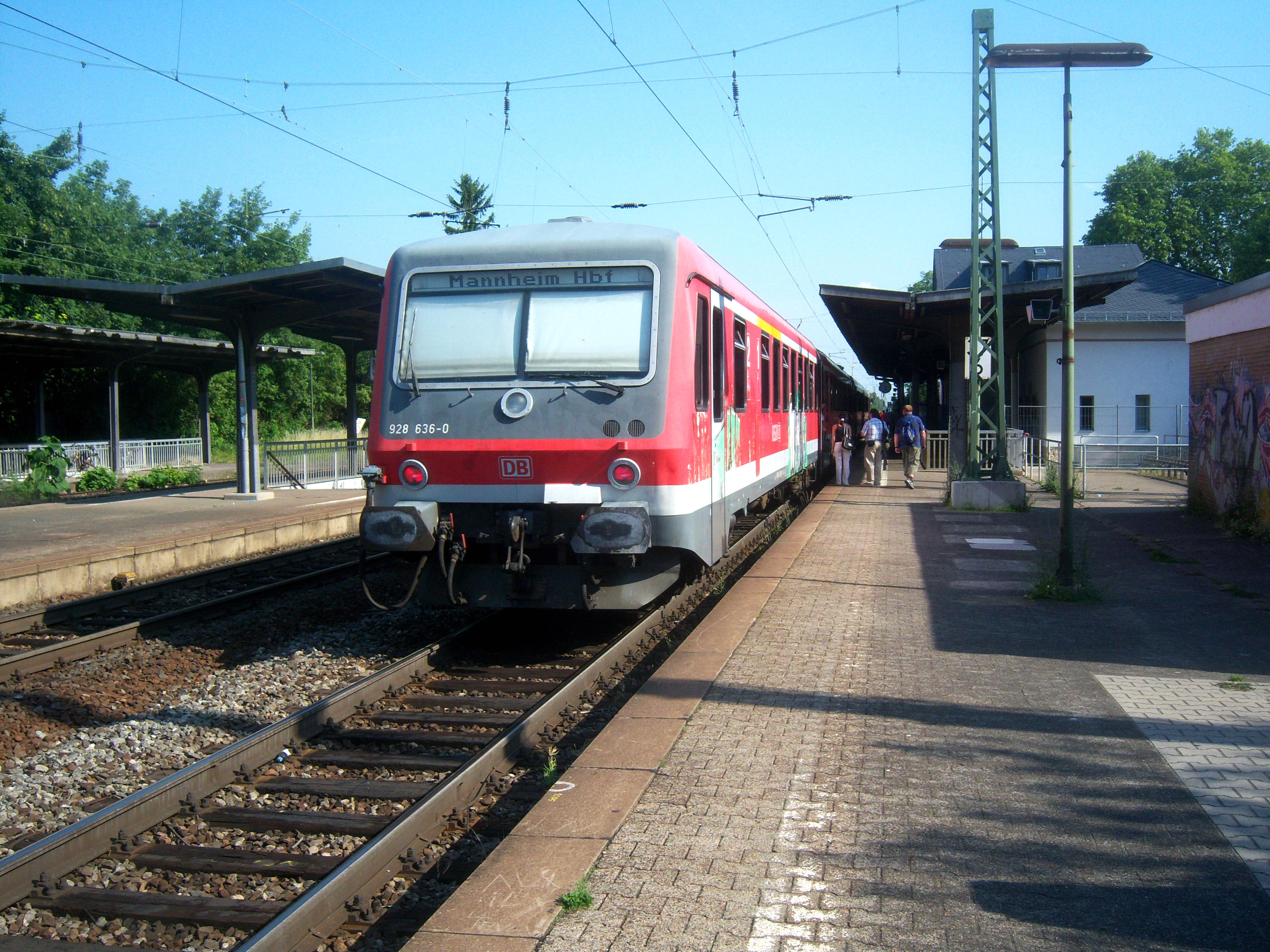
Regionalbahn DB-Baureihe 628 dans la gare de Osthofen en route vers Mannheim
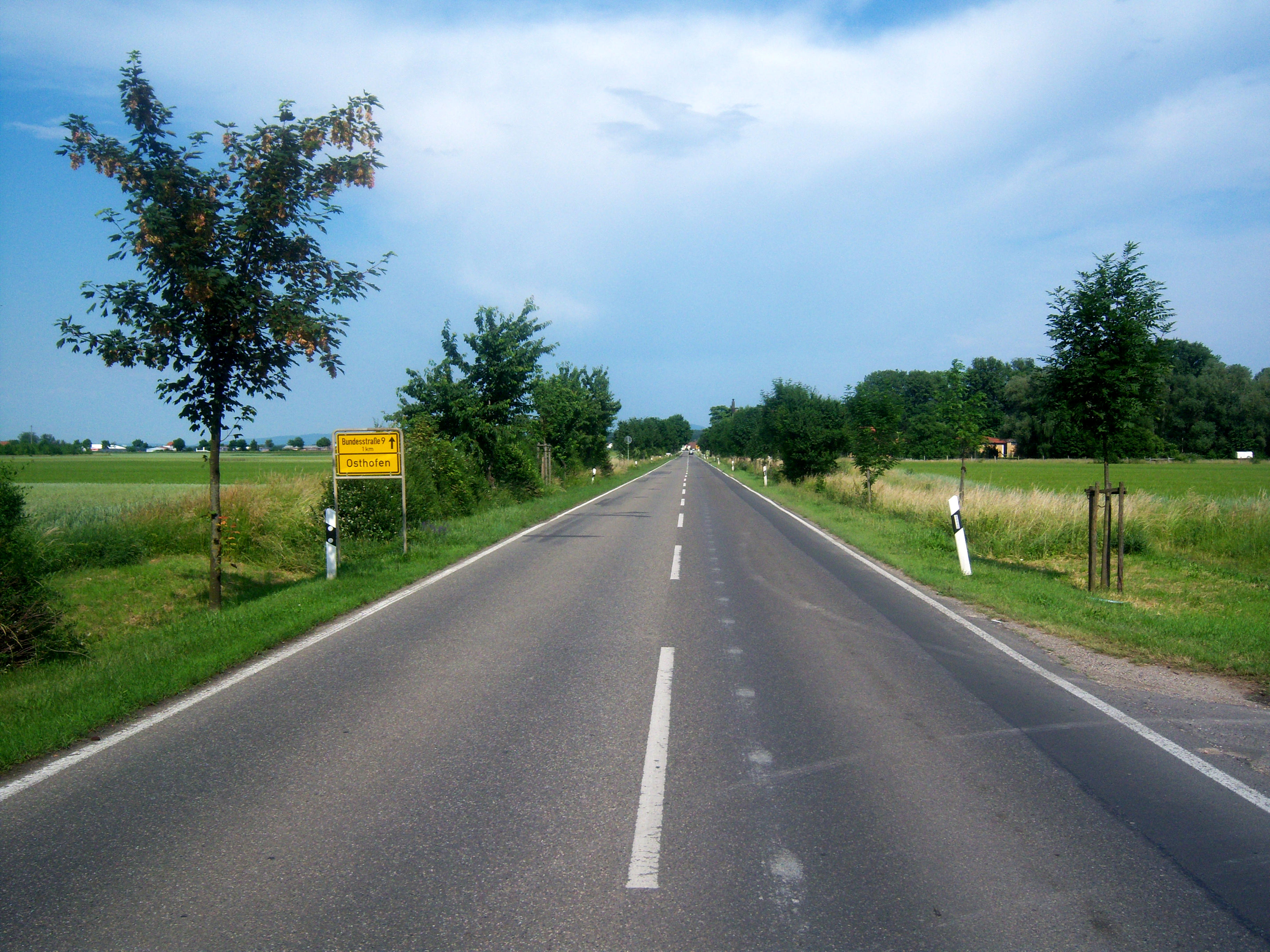
Accès à la B 9

## Personnes
- Margarete von Osthofen († 19 juillet 1418), épouse du chevalier Hamman von Sickingen, Grandmère de Reinhard I. von Sickingen Prince-évêque à Worms (1445–1482)
- Georg Helwich (* 21 juillet 1588 à Osthofen; † 1632 à Mayence); Vicaire et ancien historien du Diocèse de Mayence
- Friedrich Magnus Schwerd (* 8. März 1792 à Osthofen; † 22. April 1871 à Spire), professeur de lycée, arpenteur géomètre, astronome et physicien
- Johann Weißheimer II.  (* 25 octobre 1797; † 1883 à Osthofen), propriétaire d’une ferme, maire et chroniqueur de Osthofen, promoteur du compositeur Richard Wagner
- Friedrich August von Pauli (* 6 mai 1802 à Osthofen; † 26 juin 1883 à Bad Kissingen), directeur de la Construction et pionnier de la construction des ponts de chemin de fer, inventeur du Fischbauchträger (de) (aussi connu sous son nom : Pauli-Träger)
- Wendelin Weißheimer (* 26 février 1838; † 10 juin 1910 à Nürnberg), compositeur, chef d’orchestre, écrivain sur la musique, confident du compositeur Richard Wagner
- Dietrich Gruen (* 22. février 1847 à Osthofen; † 10. avril 1911 en mer près d’Italie), horloger, fondateur et propétaire du Gruen Watch Company, pionnier dans la fabrication de montres de poche et de bracelet[9]
- Franz Best (* 12 octobre 1853; † 16 octobre 1939): député dans le Landtag de Hesse
- Carl Schill (* 5 novembre 1862 à Osthofen; † 22 Oktober 1944 à Osthofen), entrepreneur, Kommerzienrat (de)[10] et le Turnvater de Hesse rhénane
- Karl d'Angelo (* 9. septembre 1890 à Osthofen; † 20 mars 1945 probablement à Gernsheim): Chef du camp de concentration Osthofen, chef de camp de détention préventive à Dachau, préfet de police à Cuxhaven et Heilbronn
- Christian Filips (* 22 novembre 1981 à Osthofen), poète allemand, dramaturge et essayiste
- Georg Baselitz (* 23. Janvier 1938 à Deutschbaselitz, aujourd’hui un quartier de Kamenz en Oberlausitz saxon; son nom civil est Hans-Georg Kern), grand peintre allemand contemporain et sculpteur; il habitait à Osthofen de 1966 à 1975[11]
- Klaus Hagemann (* 31 décembre 1947 à Wölkau, Landkreis Mersebourg), politicien allemand (SPD), ancien maire de Osthofen et de 1994 à 2013 député au Deutsche Bundestag